# Rode pil en blauwe pil

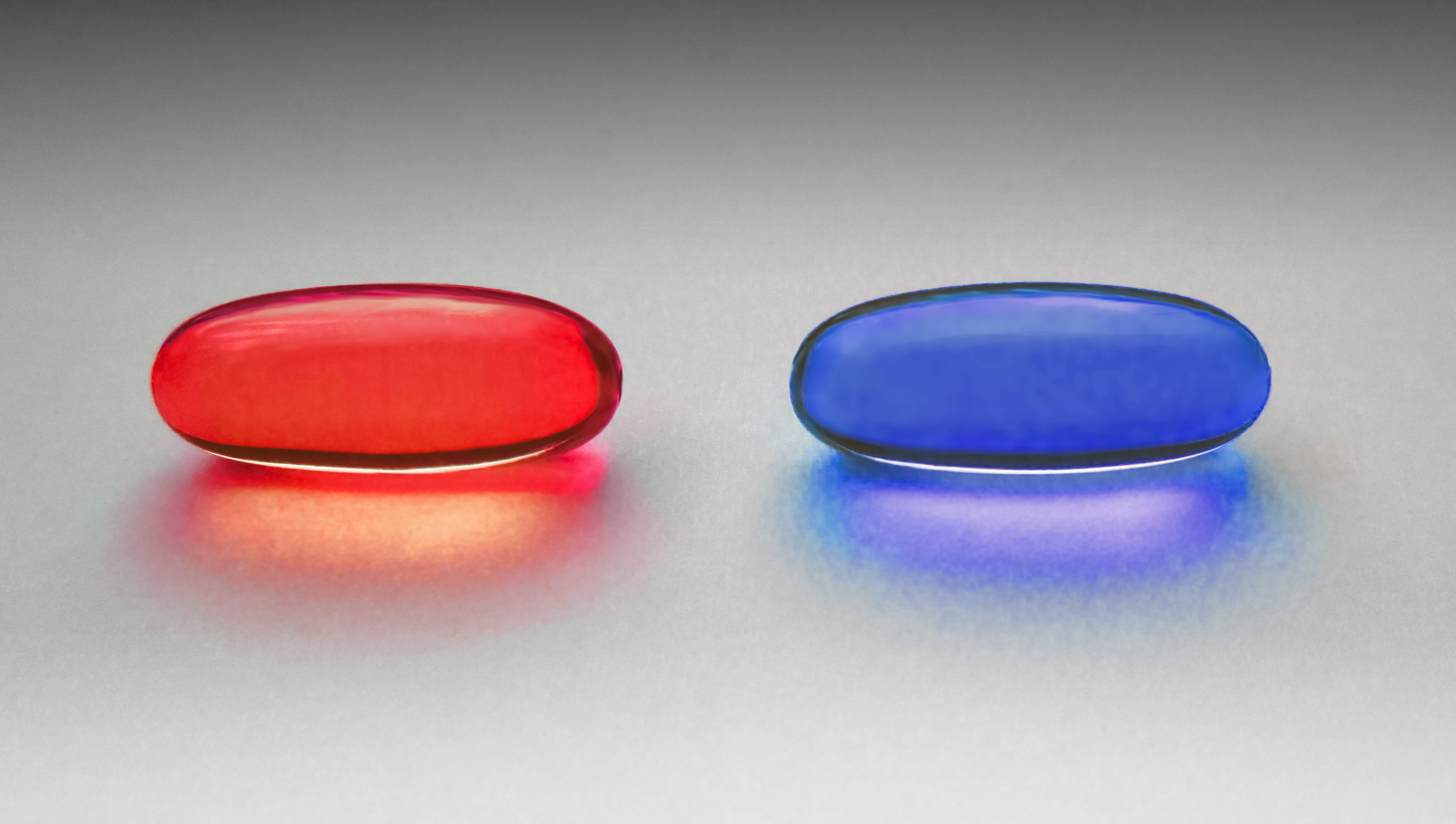
Rode en blauwe capsulepillen, zoals die in The Matrix (1999)

De rode pil en de blauwe pil zijn een concept afkomstig uit de film The Matrix uit 1999. De rode pil komt overeen met het vernemen van een mogelijk verontrustende of levensveranderende waarheid, en de blauwe pil komt overeen met tevreden doorgaan met het gewone leven. Slechts één van beide kan gekozen worden.

## Achtergrond
In The Matrix krijgt hoofdpersoon Neo de keuze tussen een rode pil en een blauwe pil van rebellenleider Morpheus. Morpheus zegt: "Je neemt de blauwe pil... het verhaal eindigt, je wordt wakker in je bed en gelooft wat je wilt geloven. Jij neemt de rode pil... jij blijft in Wonderland, en ik laat je zien hoe diep de konijnenpijp gaat." De rode pil vertegenwoordigt een onzekere toekomst en, zonder dat Neo dit weet op het moment dat hij hem inneemt, bevrijdt de pil hem van de slavernij van de door een machine gegenereerde droomwereld. Met de pil kan Neo ontsnappen naar de echte wereld, waar hij in een pod leeft en als batterij wordt gebruikt - en ontdekt dat het leven volgens de "waarheid van de werkelijkheid" harder en moeilijker is dan leven in de onwetendheid die de blauwe pil biedt: zijn leven voortzetten binnen het beperkte comfort, zonder gebrek of angst, van de gesimuleerde realiteit van de Matrix.
Neo kiest de rode pil en sluit zich aan bij de rebellie.

### De Matrix(1999)

#### Realiteit, subjectiviteit en religie
The Matrix (1999), geregisseerd door de Wachowski's, verwijst naar historische mythen en filosofie, waaronder gnosticisme, existentialisme en nihilisme. Het uitgangspunt van de film lijkt op Plato's Allegorie van de Grot, Zhuangzi's "Zhuangzi droomde dat hij een vlinder was", René Descartes' scepsis en kwade demon, Kants reflecties op het fenomeen versus het Ding an sich, Robert Nozicks "ervaringsmachine", het concept van een gesimuleerde werkelijkheid en het hersenen in een vatgedachte-experiment. The Matrix verwijst rechtstreeks naar de roman Alice in Wonderland uit 1865 van Lewis Carroll met de uitdrukkingen "wit konijn" en "in de konijnenpijp", en verwijst ook naar Neo's ontdekkingspad als "Wonderland".
In The Matrix hoort Neo (Keanu Reeves) geruchten over de Matrix en een mysterieuze man genaamd Morpheus (Laurence Fishburne). Neo brengt zijn nachten door achter zijn thuiscomputer om het geheim van de Matrix te ontdekken. Uiteindelijk stelt een andere hacker, Trinity (Carrie-Anne Moss), Neo voor aan Morpheus.
Morpheus legt aan Neo uit dat de Matrix een denkbeeldige wereld is die is gecreëerd om te voorkomen dat mensen ontdekken dat ze slaven zijn van een externe invloed. Hij houdt een capsule in elke handpalm en beschrijft de keuze waar Neo voor staat.
Zoals gezegd zal de blauwe pil iemand in staat stellen in de verzonnen realiteit van de Matrix te blijven; de rode pil dient als een "locatie-apparaat" om het lichaam van het onderwerp in de echte wereld te lokaliseren en om het voor te bereiden om "losgekoppeld" te worden van de Matrix. Kiest men eenmaal voor de rode pil, dan is de keuze onherroepelijk.
Neo neemt de rode pil en wordt wakker in de echte wereld, waar hij met geweld wordt uitgeworpen uit de met vloeistof gevulde kamer waarin hij onbewust heeft gelegen. Na zijn redding en herstel aan boord van het schip van Morpheus, laat Morpheus hem de ware aard van de Matrix zien: een gedetailleerde computersimulatie van de aarde aan het einde van de 20e eeuw. Het is gemaakt om de geest van mensen volgzaam te houden terwijl hun lichaam wordt opgeslagen in enorme energiecentrales, hun lichaamswarmte en bio-elektriciteit wordt verbruikt als stroom door de bewuste machines die hen tot slaaf hebben gemaakt.